# Gazeta Express

Älteres Logo der Gazeta Express

Gazeta Express ist eine Zeitung aus dem Kosovo, die in Pristina von MediaWorks veröffentlicht wird. Die Zeitung wurde 2005 von Journalisten gegründet.

## Struktur
Gazeta Express ist die erste Zeitung, die von MediaWorks gesponsert wird. Die Gesellschaft wurde 2008 gegründet und stützt sich finanziell auf den privaten Investor IPKO. Schon im ersten Jahr konnte sich MediaWorks auf dem nationalen Markt durchsetzen, indem es Zeitungen veröffentlichte, die von einer breiten Menge der Bevölkerung gelesen werden.
Die Zeitung kann sich ebenfalls einer gewissen Popularität in ausländischen Printmedien erfreuen: Bereits mehrere bekannte Zeitungen, wie The New York Times oder The Time bedienten sich des Bildmaterials der Zeitung, wenn es um Neuigkeiten im Kosovo ging.
Die Fotografien, die in der Gazeta Express veröffentlicht werden, stammen von Fotografen, die in ihrem Beruf bereits viel Erfahrung gesammelt und schon mehrere Preise für ihre Aufnahmen bekommen haben. Die Designer der Zeitung achten währenddessen darauf, dass sich die Zeitung aufgrund ihrer farblichen Gestaltung von anderen nationalen Zeitungen abhebt.

### International
Gazeta Express-Nachrichten erscheinen in weiteren Sprach-Versionen, so u. a. auf Deutsch, Englisch, Spanisch und Italienisch.